# Collique
Collique es una localidad y centro poblado del distrito de Comas, en la ciudad de Lima, capital del Perú. Su altitud es 978 m.s.n.m. y la temperatura media es 22.1 °C siendo la más alta de 24.5 °C y las más baja de 14.2 °C. Entre los años 400 a.c. - 650 d. C, se formó del Señorío de Carabayllo y Urín (bajo) Carabayllo, donde se ubicaron dos fuertes militares, uno de ellos la Fortaleza de Collique perteneciente a la cultura Collique fue conquistada por los incas en el reinado de Cápac Yupanqui (Inca: 1320 - 1350).
Entre los sitios de interés, se tiene al Museo de los Colli, la Base aérea de Collique, el Hospital Sergio Bernales,etc.

## Clima
| Parámetros climáticos promedio de Collique | Parámetros climáticos promedio de Collique | Parámetros climáticos promedio de Collique | Parámetros climáticos promedio de Collique | Parámetros climáticos promedio de Collique | Parámetros climáticos promedio de Collique | Parámetros climáticos promedio de Collique | Parámetros climáticos promedio de Collique | Parámetros climáticos promedio de Collique | Parámetros climáticos promedio de Collique | Parámetros climáticos promedio de Collique | Parámetros climáticos promedio de Collique | Parámetros climáticos promedio de Collique | Parámetros climáticos promedio de Collique |
| Mes                                        | Ene.                                       | Feb.                                       | Mar.                                       | Abr.                                       | May.                                       | Jun.                                       | Jul.                                       | Ago.                                       | Sep.                                       | Oct.                                       | Nov.                                       | Dic.                                       | Anual                                      |
| ------------------------------------------ | ------------------------------------------ | ------------------------------------------ | ------------------------------------------ | ------------------------------------------ | ------------------------------------------ | ------------------------------------------ | ------------------------------------------ | ------------------------------------------ | ------------------------------------------ | ------------------------------------------ | ------------------------------------------ | ------------------------------------------ | ------------------------------------------ |
| Temp. máx. media (°C)                      | 28                                         | 28                                         | 27                                         | 27                                         | 24                                         | 21                                         | 23                                         | 19                                         | 21                                         | 21                                         |                                            |                                            | 24                                         |
| Temp. mín. media (°C)                      | 18                                         | 19                                         | 18                                         | 16                                         | 15                                         | 14                                         | 14                                         | 13                                         | 13                                         | 14                                         |                                            |                                            | 14                                         |
| Fuente: Accuweather                        |                                            |                                            |                                            |                                            |                                            |                                            |                                            |                                            |                                            |                                            |                                            |                                            |                                            |